# Formicoxenus provancheri
Formicoxenus provancheri (англ. shampoo ant) — вид мелких муравьёв трибы Formicoxenini из подсемейства Myrmicinae (Formicidae).

## Распространение
Данный вид встречается в Северной Америке, а именно в Канаде и США.

## Описание
Мелкие желтоватого цвета муравьи размером 2-3 мм. Обитают в гнёздах более крупных муравьёв, в том числе рода Myrmica (Myrmica incompleta).

## Таксономия
Вид был первоначально описан под названием Leptothorax provancheri Emery, 1895 (по рабочим, самкам и самцам из США). В род Formicoxenus перенесен позднее (Francoeur, Loiselle & Buschinger, 1985).

## Красная книга
Эти муравьи включены в «Красный список угрожаемых видов» (англ. IUCN Red List of Threatened Animals) международной Красной книги Всемирного союза охраны природы (The World Conservation Union, IUCN) в статусе Vulnerable D2 (таксоны в уязвимости или под угрозой исчезновения).